# Lycée Michel-Rodange
Das Lycée Michel-Rodange (LMRL abgekürzt) ist eine weiterführende Schule in Luxemburg auf dem Campus Geesseknäppchen. Es wurde nach dem luxemburgischen Schriftsteller Michel Rodange benannt und 1968 gegründet.

## Geschichte
Am 1. April 1968 beschloss die luxemburgische Abgeordnetenkammer ein Gesetz, das es der Regierung erlaubte, ein Gymnasium auf einem Gelände der Stadt Luxemburg zu errichten. Am 20. Mai fing eine deutsche Firma mit dem Bau des vorgefertigten Gebäudes an, das vorübergehend in 25 standardisierten Klassenräumen die Schüler empfangen sollte.
Durch ein Gesetz vom 5. August 1968 wurde offiziell eine vierte Sekundarschule in der Stadt Luxemburg ins Leben gerufen und am 28. August wurde Pierre Goedert, Professor im Lycée de Garçons de Luxembourg, zum Direktor ernannt. Das Lycée Michel-Rodange sollte gleichzeitig das Lycée de Jeunes Filles (heute: Lycée Robert-Schuman) und das Lycée de Garçons de Luxembourg entlasten.
Für das erste Schuljahr 1968/1969 waren 366 Schüler eingeschrieben, davon 267 Jungen und 99 Mädchen, die von 24 Lehrern unterrichtet wurden. Weil der Bau des Schulgebäudes noch nicht abgeschlossen war, wurden 10 Jungenklassen vorübergehend in der Nationalbibliothek untergebracht, während 3 Mädchenklassen Klassenräume in der Primarschule in der rue Aloyse Kayser in Luxemburg bezogen. Diese vierte Sekundarschule trug den provisorischen Namen Nouveau Lycée (Neues Gymnasium).
Am 24. Februar bezogen alle Klassen das neue Schulgebäude, das am 14. April offiziell eingeweiht wurde. Am 19. Januar 1970 erhielt das Gymnasium seinen heutigen Namen, der von der damaligen Schulgemeinschaft vorgeschlagen wurde.

## Namensgeber
Michel Rodange (1827–1876) war ein bedeutender luxemburgischer Schriftsteller des 19. Jahrhunderts, der vor allem für die Übertragung von Goethes Reineke Fuchs ins Luxemburgische bekannt ist (Renert oder de Fuuss am Frack an a Maansgréisst).

## Direktoren
- Pierre Goedert, 1968–1984
- Monique Klopp-Albrecht, 1984–2003
- Gilbert Pesch, 2003–2011
- Jean-Claude Hemmer, 2011–

## Bedeutende Schüler und Lehrer
- Jean-Claude Juncker (* 1954): luxemburgischer Premierminister (Schüler)[1]
- Mady Delvaux-Stehres (* 1950): Ministerin für Erziehung und EU-Abgeordnete (Lehrerin)[2]
- Françoise Hetto-Gaasch (* 1960): Ministerin für Tourismus und Chancengleichheit (Schülerin)[3]